# Pandóra

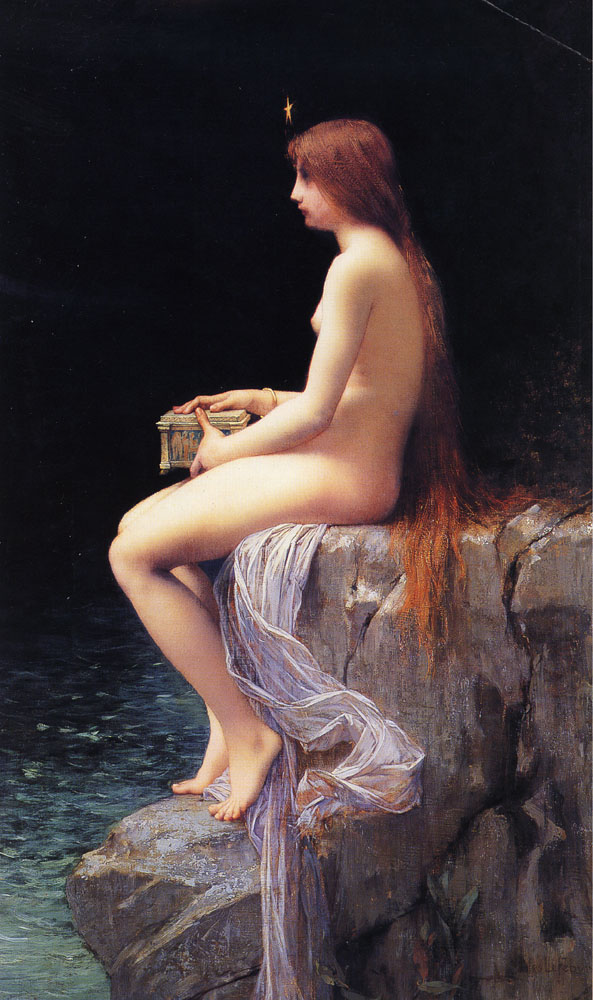
Jules Joseph Lefebvre: Pandora, 1882

Pandóra (latinsky Pandora, řecky Πανδώρα) byla v řecké mytologii manželkou Titána Epiméthea. Je známá především tím, že přinesla světu zlo a utrpení. Byla matkou Pyrrhy, která později s manželem Deukaliónem založila po potopě světa nový lidský rod.
Když Prométheus dal lidem oheň, ukradený bohům, lidé se od něho naučili různá řemesla i umění a žili šťastně, až se to bohům přestávalo líbit.
Nejvyšší bůh Zeus proto nařídil, aby Héfaistos, božský kovář, vytvořil z hlíny a vody dívku, jejíž kráse nikdo neodolá. Bohové jí dali jméno Pandóra, to znamená „Obdarovaná všemi dary“ a dali ji bohaté a velkorysé dary – bohyně Athéna ji naučila ženským pracím, Afrodíté jí vdechla milostnou touhu, Hermés ji obdaroval svůdností, lstí a lží, jiní bohové jí propůjčili krásu, líbeznost a svůdnost. Mezi dary byly však i takové, kterých se bohové pro jejich zhoubnost rádi zbavili. Všechny dary byly dobře uzavřeny v pevné skříňce.
Bůh Hermés ji dovedl na zem a nabízel ji za ženu Prométheovi, ten však odmítl. I svého bratra Epiméthea varoval, aby nebral všechno, co bohové dávají. Ale Epimétheus neposlechl a vzal si ji za ženu.
Netrvalo dlouho a Pandóra splnila příkaz bohů: otevřela skříňku (buď proto, že ji k tomu Epimétheus přiměl, nebo z vlastní zvědavosti); všechny ty bědy, svízele a nemoci se rozletěly do světa. Pandóra víko skříňky rychle zavřela, ale to už v ní na samém dně zůstala jedině naděje.
Odkaz tohoto mýtu přetrvává do dnešních časů, Pandořin pithos nebo Pandořina skříňka zůstává symbolem zhoubného daru a uvolněného zla.

## Odraz v umění
- Takto zpracoval mýtus o Pandóře Hésiodos (v 7. nebo 8. století př. n. l.) a podobně po něm také starověcí i novověcí básníci
- Johann Wolfgang Goethe tento mýtus hodlal pozměnit. V roce 1806 v Karlových Varech napsal „slavnostní hru“ Pandora, kde ve druhém dějství měla z pithosu vyklouznout také naděje. Ale tento zamýšlený druhý díl už nenapsal.